# Список умерших в 1936 году
В этой статье представлен список известных людей, умерших в 1936 году.
См. также: Категория:Умершие в 1936 году

## Январь
- 2 января — Фрэнсис Ньюдегейт (73) — британский политический деятель и администратор.
- 10 января — Сергей Щукин (81) — московский купец и коллекционер искусства, собрание которого положило начало коллекциям французской модернистской живописи в Эрмитаже и ГМИИ.
- 12 января — Владислав Козицкий — польский историк искусства, поэт, драматург, журналист и театральный критик, профессор Львовского университета.
- 15 января — Сергей Фёдоров (66) — выдающийся российский и советский хирург.
- 15 января — Генри Уильям Форстер (69) — британский государственный деятель, генерал-губернатор Австралии (1920-1925).
- 18 января — Редьярд Киплинг (70) — английский писатель, поэт и новеллист.
- 20 января — Георг V (70) — король Великобритании с 6 мая 1910 года.
- 20 января — Давид Гликман (61) — российский журналист, фельетонист и драматург.
- 22 января — Егише Тадевосян (65) — русский и армянский художник.
- 23 января — Фёдор Тарановский (60) — российский и югославский историк права.
- 24 января — Александр Горбунов (39) — советский государственный и партийный деятель, начальник Управления НКВД по Дагестанской АССР (1934-1935).

## Февраль
- 2 февраля — Евгений Плужник (37) — украинский поэт, драматург, переводчик, лексикограф.
- 4 февраля — Василий Кораблёв (62) — русский филолог-славист, историк литературы.
- 8 февраля — Рахель Санцара (41) — немецкая танцовщица, актриса и писательница.
- 10 февраля — Арсений (Стадницкий) (74) — епископ Православной Российской Церкви.
- 13 февраля — Георгий Челпанов (73) — русский философ, логик и психолог.
- 14 февраля — Александр Гучков (73) — российский политический деятель.
- 20 февраля — Александр Таманян (57) — советский армянский архитектор, представитель неоклассического направления.
- 23 февраля — Уильям Адамсон (72) — британский политик, лидер Лейбористской партии Великобритании.
- 26 февраля — Александр Осецкий — российский и украинский военачальник.
- 27 февраля — Иван Павлов (86) — один из авторитетнейших учёных России, физиолог, психолог, создатель науки о высшей нервной деятельности и представлений о процессах регуляции пищеварения, лауреат Нобелевской премии в области медицины и физиологии за 1904 год.

## Март
- 1 марта — Михаил Кузмин (63) — русский поэт Серебряного века, переводчик, прозаик, композитор.
- 9 марта — Леонард Родуэй (82) — австралийский ботаник и миколог английского происхождения.
- 16 марта — Даце Акментиня (77) — русская и латвийская актриса.
- 16 марта — Павел Волокидин — украинский советский живописец.
- 26 марта — Максимилиан Максаков — австрийский и российский оперный певец.
- 28 марта — Леонид Добычин (41) — русский советский писатель.

## Апрель
- 6 апреля — Луи Лепле (52) — владелец кабаре «Le Gerny’s» в Париже, где при его содействии выступила с первыми концертами Эдит Пиаф; убит.
- 24 апреля — Финли Питер Данн (68) — американский писатель-юморист, публицист.
- 26 апреля — Юлиан Талько-Гринцевич (85) — польский антрополог и врач.

## Май
- 1 мая — Фёдор Нестурх — российский архитектор.
- 8 мая — Освальд Шпенглер (55) — немецкий философ и культуролог; инфаркт.
- 9 мая — Дмитрий Гайдамака (72) — украинский актёр и театральный режиссёр.
- 10 мая — Владимир Богораз (71) — революционер, писатель, выдающийся этнограф и лингвист.
- 10 мая — Иосиф Бык (44) — советский дипломатический деятель, полномочный представитель РСФСР в Хорезме (1921-1932), расстрелян.
- 14 мая — Эдмунд Алленби (75) — английский фельдмаршал.
- 23 мая — Анри де Ренье (71) — французский поэт и писатель, член Французской академии (1911).
- 28 мая — Карл Лицман (86) — немецкий генерал.

## Июнь
- 9 июня — Флоренс Стоуэлл (67) — английский филолог-классик.
- 12 июня — Иван Фомин (64) — русский и советский архитектор.
- 13 июня — Валентин Волошинов — российский лингвист, философ, музыковед, принадлежавший к кругу Михаила Бахтина.
- 14 июня — Гилберт Честертон (62) — английский христианский мыслитель, журналист и писатель конца XIX — начала XX веков.
- 18 июня — Максим Горький (68) — русский писатель, прозаик, драматург.
- 20 июня — Михаил Ефремов (56) — советский политический деятель, ответственный секретарь Самарского губернского комитета ВКП(б)(1926-1928).
- 25 июня — Дмитрий Зейлигер (72) — российский и советский математик, механик, профессор механики Казанского университета.
- 26 июня — Фридрих Георг Гендель (61) — австрийский директор школы и энтомолог.
- 26 июня — Константин Стере (71) — молдавский, русский и румынский писатель, публицист, политик и государственный деятель.
- 30 июня — Ефросиния Зарницкая (68) — украинская актриса, певица.

## Июль
- 1 июля — Анатолий Куракин (91) — действительный статский советник.
- 7 июля — Георгий Чичерин (63) — советский дипломат, нарком иностранных дел РСФСР и СССР (1918—1930), музыковед.
- 13 июля — Хосе Кальво Сотело (43) — испанский политический деятель, адвокат, экономист; убит.
- 13 июля — Плацид Дзивинский (84) — польский математик.
- 15 июля — Александр Карпинский (89) — русский геолог, академик, с мая 1917 — первый выборный президент Российской академии наук, с июля 1925 — Академии наук СССР.
- 25 июля — Иван Бакаев (32) — советский государственный и партийный деятель, председатель Ленинградской губернской контрольной комиссии РКП(б) - ВКП(б) (1925-1926), расстрелян.
- 25 июля — Генрих Риккерт (73) — немецкий философ, один из основателей баденской школы неокантианства.
- 28 июля — Леонид Гребнев (32) — прокурор Московской области (1933-1936).
- 29 июля — Николай Какурин (52) — русский и советский военачальник, видный военный публицист, историк и педагог.

## Август
- 1 августа — Ованес Абелян (70) — армянский советский актер, народный артист Армянской ССР,народный артист Азербайджанской ССР.
- 1 августа — Спенсер Крэкенторп (51) — австралийский шахматист.
- 3 августа — Константин Коник (62) — эстонский хирург и политик.
- 9 августа — Вениамин Вегман — революционер, публицист, видный историк-архивист Сибири.
- 9 августа — Иван Выучейский (35) — советский государственный и партийный деятель, председатель Исполнительного комитета Ненецкого областного Совета (1934-1936).
- 10 августа — Антоний (Храповицкий) (73) — епископ Православной российской церкви.
- 11 августа — Рикардо Инфанте — андалусский политик, писатель, историк и музыковед.
- 15 августа — Грация Деледда (64) — итальянская писательница, лауреат Нобелевской премии по литературе.
- 15 августа — Станислав Невядомский (76) — польский композитор, педагог, музыкальный критик.
- 19 августа — Федерико Гарсиа Лорка (38) — поэт и драматург, известный также как музыкант и художник-график; убит.
- 24 августа — Ричард Пикель (40) — советский государственный и культурный деятель.
- 24 августа — Анатолий Олейник (33) — украинский поэт.
- 25 августа — Иван Бакаев — советский партийный деятель, участник Левой оппозиции.
- 25 августа — Ефим Дрейцер (42) — советский военный и политический деятель.
- 25 августа — Григорий Евдокимов (52) — советский партийный и государственный деятель.
- 25 августа — Григорий Зиновьев (52) — политический и государственный деятель, революционер.
- 25 августа — Лев Каменев (53) — советский партийный и государственный деятель.
- 25 августа — Сергей Каменев (55) — советский военачальник.
- 25 августа — Иван Смирнов — российский революционер и советский политический деятель, один из лидеров Левой оппозиции.

## Сентябрь
- 7 сентября — Ибрагим Цей (46) — адыгейский писатель.
- 9 сентября — Соломон Крым — премьер-министр крымского правительства в 1919 году, учёный-агроном и филантроп, инициатор создания Таврического университета.
- 16 сентября — Карл Буреш (57) — федеральный канцлер Австрии (1931-1932)
- 18 сентября — Василий Немирович-Данченко (87) — русский писатель и журналист, старший брат известного театрального деятеля Владимира Ивановича Немировича-Данченко.
- 21 сентября — Антуан Мейе (69) — французский лингвист, один из выдающихся лингвистов XX века.
- 23 сентября — Меир Дизенгоф (75) — еврейский общественный и политический деятель.

## Октябрь
- 4 октября — Юрий Гавен (52) — революционер-коммунист, советский государственный и партийный деятель.
- 5 октября — Александр Галкин (59) — советский государственный и партийный деятель,председатель Арбитражного Суда РСФСР (1931), расстрелян.
- 5 октября — Василий Дьяков (39) — советский государственный и партийный деятель, ответственный секретарь Якутского областного комитета РКП(б) - ВКП(б) (1925-1926), расстрелян.
- 6 октября — Андрес Мак — австралийский футболист, играл за сборную Аргентины.
- 11 октября — Яков Пальвадре (47) — эстонский революционер, советский военный деятель, участник Гражданской войны и историк (профессор).
- 16 октября — Тимофей Бордуляк — украинский писатель, священник УГКЦ.
- 19 октября — Лу Синь (55) — китайский писатель, оказавший большое влияние на развитие литературы и общественно-политической мысли Китая первой половины XX века.
- 20 октября — Евгения Збруева — русская певица, дочь композитора П. П. Булахова.
- 28 октября — Георгий Габашвили (73) — грузинский художник и педагог.
- 28 октября — Фёдор Щербина (87) — кубанский казачий политик и общественный деятель, историк, основоположник российской бюджетной статистики, член-корреспондент Петербургской АН.
- 29 октября — Николай Селицкий (29) — советский танкист, лейтенант, Герой Советского Союза.
- 30 октября — Фернидад Рущиц (65) — белорусский живописец польского происхождения, график, сценограф.
- 31 октября — Игнацы Дашинский — польский политический и государственный деятель, публицист.

## Ноябрь
- 2 ноября — Томас Мартин Лоури (62) — британский физикохимик.
- 2 ноября — Сергей Солнцев (64) — русский и советский экономист.
- 4 ноября — Гайк Адамян (37) — заведующий отделом Центрального музея им. В. И. Ленина, преподаватель Института красной профессуры.
- 4 ноября — Аркадий Альский — российский революционер, советский государственный деятель, сторонник левой оппозиции.
- 4 ноября — Александр Биркенгоф (45) — советский дипломат, торговый представитель СССР в Монголии (1936), расстрелян.
- 6 ноября — Осип Браз — известный одесский живописец.
- 7 ноября — Гурий Колосов (69) — российский (советский) математик, механик, член-корреспондент АН СССР.
- 9 ноября — Сергей Быстров (25) — Герой Советского Союза.
- 9 ноября — Павел Куприянов (28) — участник гражданской войны в Испании 1936—1939 годов, командир танка Т-26 испанских республиканских войск, младший комвзвода, Герой Советского Союза.
- 10 ноября — Примо Джибелли (42) — Герой Советского Союза.
- 12 ноября — Стефан Грабиньский — польский писатель.
- 13 ноября — Владимир Бочаров (26) — Герой Советского Союза.
- 13 ноября — Карп Ковтун (28) — Герой Советского Союза.
- 13 ноября — Семён Осадчий — командир танкового взвода испанских республиканских войск, лейтенант, Герой Советского Союза.
- 14 ноября — Михаил Чехов (71) — российский писатель, младший брат Антона Чехова.
- 16 ноября — Виктор Гликман (54) — русский писатель, журналист, критик.
- 23 ноября — Сергей Тархов (27) — Герой Советского Союза.
- 24 ноября — Павел Галанин (49) — советский государственный и партийный деятель, ответственный секретарь Саратовского губернского комитета РКП(б) (1922-1925).
- 30 ноября — Василий Аверкиев (44) — советский политический деятель, председатель ЦИК Автономной Карельской ССР (1934-1935), самоубийство.

## Декабрь
- 1 декабря — Николай Левитский (77) — писатель и общественный деятель.
- 6 декабря — Илья Гальперин-Каминский (78) — переводчик русской и французской литературы.
- 6 декабря — Александр Затаевич (63) — русский и советский музыкант-этнограф, композитор, народный артист Казахской АССР.
- 7 декабря — Василий Стефаник (65) — украинский писатель.
- 13 декабря — Алексей Алмазов — генерал-хорунжий армии Украинской народной республики (УНР).
- 20 декабря — Борис Гессен (43) — советский физик, философ и историк науки.
- 22 декабря — Николай Островский (32) — советский писатель, автор романа «Как закалялась сталь».
- 27 декабря — Кристина Рой (76) — словацкая христианская писательница и редактор.
- 28 декабря — Нестор Лакоба (43) — советский партийный и государственный деятель.
- 29 декабря — Виллем Сибенхар (73) — голландский, британский и австралийский писатель, поэт, переводчик, шахматист и общественный деятель.
- 31 декабря — Мигель де Унамуно (72) — испанский философ, писатель, общественный деятель, крупнейшая фигура «поколения 98 года».